# Revolución húngara de 1956
La Revolución húngara de 1956 (en húngaro: 1956-os forradalom o 1956-os felkelés), también conocida como Otoño húngaro, fue un movimiento revolucionario espontáneo de alcance nacional contra el gobierno de la República Popular de Hungría y sus políticas impuestas desde la Unión Soviética, que duró desde el 23 de octubre hasta el 10 de noviembre de 1956.
Desde el discurso secreto de crítica a los excesos de Stalin realizado por Nikita Jruschov (sucesor al frente de la URSS en el XX Congreso del PCUS) el pueblo húngaro había solicitado continuamente la libertad necesaria para elegir su propio sistema político alejado del comunismo. Así, surgieron por toda Hungría movimientos que demandaban que se pusiera coto a las actividades de la policía secreta.
La revuelta comenzó como una protesta estudiantil que atrajo a miles de personas a una marcha por el centro de Budapest hacia el edificio del Parlamento húngaro. Una delegación estudiantil fue detenida cuando entraba al edificio de la radio estatal con la intención de transmitir sus demandas. Cuando los manifestantes en las calles exigieron la liberación de la delegación, la Policía de Seguridad del Estado (Államvédelmi Hatóság o ÁVH, la policía política húngara) abrió fuego desde el interior del edificio. Algunos soldados soviéticos dispararon a la ÁVH, debido a que creyeron por equivocación que estaban siendo objeto de un ataque. Algunos manifestantes contestaron los disparos con las armas tomadas de la ÁVH o brindadas por los soldados húngaros que se unieron al levantamiento.
La noticia se difundió rápidamente y llevó al estallido de desórdenes y violencia en la capital. La revolución se expandió rápidamente por toda Hungría y el gobierno de András Hegedüs fue derrocado. Miles se organizaron en milicias para combatir a la ÁVH y a las tropas soviéticas. Comunistas prosoviéticos y miembros de la ÁVH fueron a menudo ejecutados o encarcelados, a la vez que antiguos prisioneros políticos fueron liberados y armados. Consejos improvisados arrebataron el control municipal al Partido Comunista Húngaro y exigieron cambios políticos. El nuevo gobierno encabezado por Imre Nagy disolvió formalmente la ÁVH, declaró su intención de retirarse del Pacto de Varsovia y prometió restablecer las elecciones libres. Para fines de octubre, los combates casi habían cesado y comenzó una sensación de normalidad.
A diferencia de lo sucedido con las Protestas de Poznań contra el gobierno de la República Popular de Polonia, la Revolución húngara cuestionaba el estilo de gobierno estalinista y, por tanto, amenazaba la naturaleza misma del régimen prosoviético de partido único. Así, tras haber anunciado su voluntad de negociar el retiro de las fuerzas soviéticas, el Politburó cambió de idea y se movilizó para aplastar la revolución. Aprovechando que Occidente se encontraba dividido a causa de la crisis de Suez, el ejército soviético movilizó 31 550 soldados y 1130 tanques y el 4 de noviembre de 1956 invadió Budapest y otras regiones del país. La resistencia húngara continuó hasta el 10 de noviembre. Más de 2500 húngaros y 722 soldados soviéticos perecieron en el conflicto y unos 200 000 húngaros huyeron en calidad de refugiados. Los arrestos masivos y las acusaciones continuaron por meses. Para enero de 1957, el nuevo gobierno instalado por los soviéticos y liderado por János Kádár había reprimido toda oposición pública.
Tales acciones soviéticas provocaron el rechazo de muchos marxistas de la Europa Occidental, pero fortalecieron el control soviético sobre Europa central. La discusión pública acerca de la revolución estuvo prohibida en Hungría durante más de treinta años; pero, desde el deshielo de los años 1980, ha sido objeto de intenso estudio y debate. Con la creación de la Tercera República Húngara en 1989, el 23 de octubre fue declarado fiesta nacional en conmemoración de la Revolución de 1956.

## Preludio
Durante la Segunda Guerra Mundial, el entonces Reino de Hungría fue miembro de las potencias del Eje, de forma que se convirtió en aliada de las fuerzas de la Alemania nazi, la Italia fascista, Rumania y Bulgaria. Como parte de esta, en 1941, las tropas húngaras participaron en la ocupación de Yugoslavia y en la invasión de la Unión Soviética. No obstante, el ejército soviético forzó el repliegue de los invasores del Eje y, en 1944, las tropas soviéticas avanzaban hacia Hungría. Por temor a una invasión, el gobierno húngaro inició negociaciones para un armisticio con los aliados, pero estas terminaron cuando Alemania invadió y ocupó el país, donde estableció su propio régimen pro-Eje. Tanto las fuerzas húngaras como las alemanas estacionadas en Hungría fueron posteriormente derrotadas cuando la Unión Soviética invadió el país en 1945.

### Ocupación en la posguerra
Tras la Segunda Guerra Mundial, Hungría —aliada de Alemania durante la misma— fue ocupada por el Ejército Rojo y cayó bajo la esfera de influencia soviética. Hungría inició el período de posguerra como una democracia multipartidista, en la que las elecciones de 1945 dieron como resultado un gobierno de coalición bajo la dirección del primer ministro Zoltán Tildy; sin embargo, el Partido Comunista de Hungría, un grupo marxista-leninista que compartía los principios ideológicos del gobierno soviético, arrancaba continuamente pequeñas concesiones en un proceso denominado «Táctica del salami», que socavó la influencia del gobierno electo, a pesar del hecho de haber recibido solo el 17 % del voto.

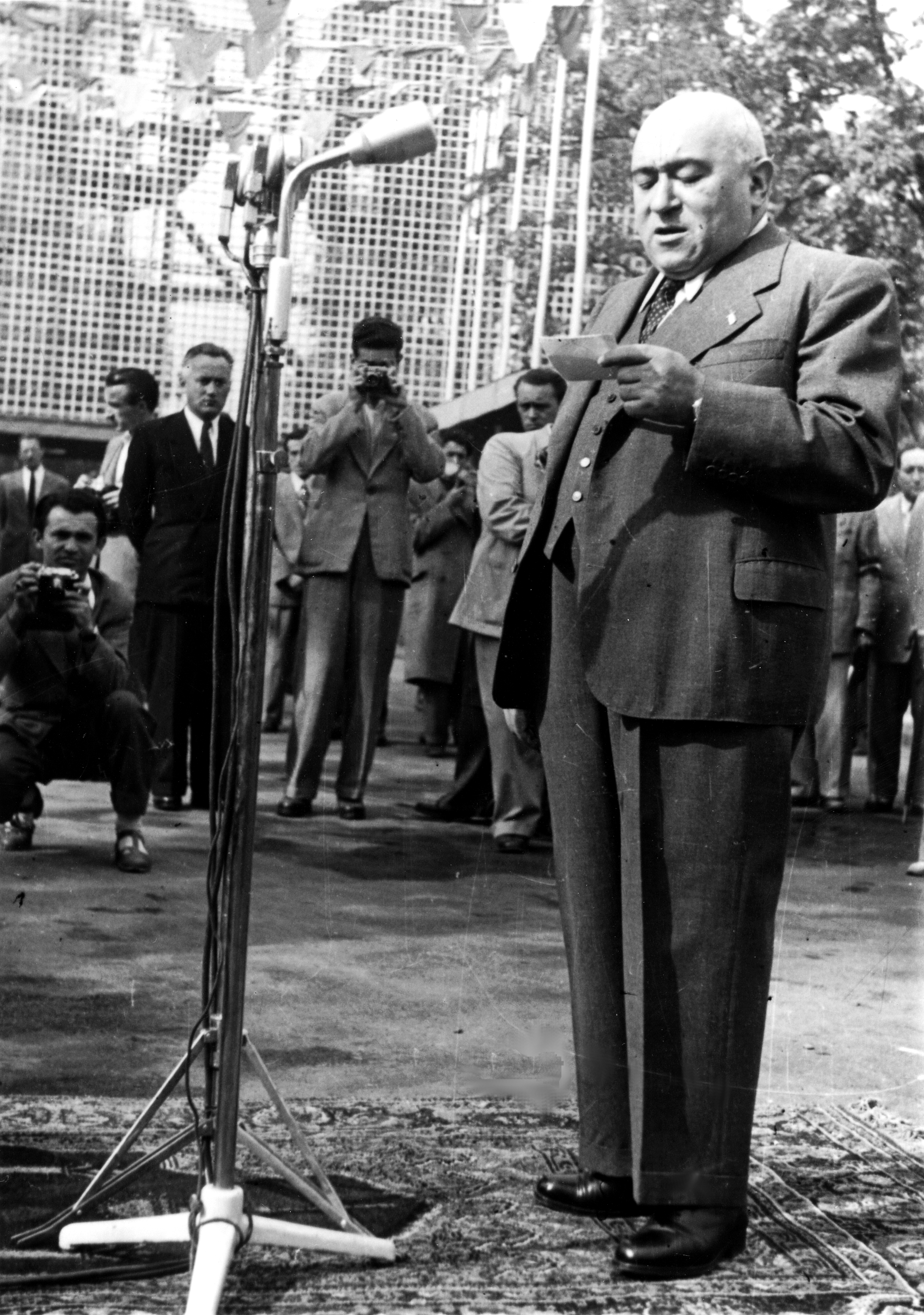
Mátyás Rákosi se dirige a una audiencia en Budapest en 1948.

Después de las elecciones de 1945, se forzó la transferencia de la cartera del Ministerio del Interior —que supervisaba a la policía de seguridad del Estado húngaro (Államvédelmi Hatóság, más tarde conocida como ÁVH)— del Partido Independiente Cívico de los Pequeños Propietarios y de los Trabajadores Agrarios a un miembro del Partido Comunista. El ministro del Interior comunista László Rajk convirtió a la ÁVH en una institución que empleaba métodos de intimidación, acusaciones falsas, encarcelamiento y tortura para eliminar toda oposición política.
El breve período de democracia multipartidaria llegó a su fin cuando el Partido Comunista de Hungría se fusionó con el Partido Socialdemócrata Húngaro para formar el Partido Húngaro de los Trabajadores, que presentó una lista electoral sin opositores en 1949. Entonces, fue declarada la República Popular de Hungría. Para 1949, los soviéticos habían firmado un tratado de asistencia mutua con Hungría que otorgaba a la Unión Soviética el derecho a una presencia militar continua, con lo cual le aseguraba el control político supremo.
Al ser socialista revolucionario, el Partido Comunista Húngaro empezó a reemplazar la economía capitalista con una socialista y, como parte de este proceso, emprendió una nacionalización radical basada en el modelo soviético. Esta acción produjo estancamiento económico, estándares de vida más bajos y un profundo malestar. Los escritores y periodistas fueron los primeros en expresar abiertamente sus críticas al gobierno y las políticas tomadas, al publicar artículos críticos en 1955. Hacia el 22 de octubre de 1956, los estudiantes de la Universidad Técnica habían resucitado el consejo estudiantil prohibido, MEFESZ, y organizaron una protesta el 23 de octubre, que desencadenó en una serie de eventos que llevó directamente a la revolución.

### Represión política y declive económico
Hungría se convirtió en una república popular, bajo un régimen político unipartidista de corte estalinista, bajo el liderazgo severamente autoritario de Mátyás Rákosi. La policía de seguridad del Estado (ÁVH) empezó una serie de purgas de más de 7000 disidentes, quienes fueron denunciados como «titoistas» o «agentes occidentales» y forzados a confesar en farsas judiciales, tras lo cual fueron reubicados en un campo de concentración al este de Hungría. En 1949, el gobierno de Mátyás Rákosi arrestó, torturó y condenó al cardenal József Mindszenty en un juicio farsa por traición contra Hungría, por colaboración con la Alemania nazi en el Holocausto en Hungría.
De 1950 a 1952, la policía política reubicó de manera forzada a miles de personas para obtener propiedades y alojamiento para los miembros del Partido de los Trabajadores Húngaros, así como para eliminar la amenaza de la clase intelectual y burguesa. Miles de personas fueron arrestadas, torturadas, juzgadas y encarceladas en campos de concentración, deportadas al este o ejecutadas, incluyendo al fundador de la ÁVH, László Rajk. En solo un año, más de 26 000 personas fueron reubicadas de Budapest. Como consecuencia, fue muy difícil conseguir mano de obra y alojamiento. Generalmente, los deportados experimentaron condiciones de vida terribles y fueron obligados a convertirse en mano de obra esclava en granjas colectivas. Muchos murieron como resultado de las malas condiciones de vida o la malnutrición.
El gobierno de Rákosi politizó por completo el sistema educativo húngaro con el fin de suplantar las clases educadas con una «intelligentsia trabajadora». El estudio del idioma ruso y la instrucción política comunista se convirtieron en obligatorios en las escuelas y universidades de todo el país. Las escuelas religiosas fueron nacionalizadas y los líderes eclesiásticos fueron reemplazados por aquellos leales al gobierno. En 1949, el líder de la Iglesia católica en Hungría, el cardenal József Mindszenty, fue arrestado y sentenciado a cadena perpetua por traición. Bajo la dirección de Rákosi, el gobierno húngaro estuvo entre los más represivos de Europa. Entre las víctimas se encontraba el político comunista László Rajk, el ministro del interior que estableció la policía secreta ÁVH.

### Declive económico
La economía húngara de la posguerra debió enfrentar múltiples desafíos. Hungría accedió a pagar reparaciones de guerra por aproximadamente 300 millones de dólares a la Unión Soviética, Checoslovaquia y Yugoslavia, y a mantener las guarniciones soviéticas. En 1946, el Banco Nacional de Hungría estimó el costo de las reparaciones «entre el 19 y el 22 % del ingreso anual nacional». En 1946, la moneda húngara experimentó una marcada depreciación que llevó a una de las más altas tasas históricas de hiperinflación conocidas. La participación de Hungría en el Consejo de Ayuda Mutua Económica patrocinado por la Unión Soviética impidió que comerciara con Occidente o que recibiera ayuda del Plan Marshall.
Si bien la Renta per cápita se incrementó en el primer tercio de la década de 1950, el nivel de vida cayó. Enormes deducciones para financiar la inversión industrial redujeron la Renta familiar disponible; la mala gestión creó carencias crónicas en alimentos básicos del que resultó el racionamiento de pan, azúcar, harina y carne. Las emisiones de bonos estatales redujeron aún más los ingresos de los ciudadanos. El resultado neto fue que la renta real disponible de los trabajadores y empleados en 1952 ascendía a dos tercios de lo que había sido en 1938; mientras que, en 1949, la proporción había sido del 90 %. Estas políticas tuvieron un efecto negativo acumulativo y alimentaron el descontento, a la vez que la deuda externa aumentaba y la población experimentaba escasez de bienes.

### Acontecimientos internacionales
El 5 de marzo de 1953, falleció Iósif Stalin, lo que dio lugar al comienzo de un período de reformas moderadas en la Unión Soviética, durante las cuales muchos partidos comunistas europeos desarrollaron un ala reformista. En Hungría, el reformista Imre Nagy sustituyó como primer ministro a Mátyás Rákosi, "El mejor discípulo húngaro de Stalin". Sin embargo, Rákosi permaneció al frente de la Secretaría General del Partido, y desde ese puesto fue capaz de echar abajo la mayoría de las reformas propuestas por Nagy. En abril de 1955, había logrado descareditar a Nagy y logró su remoción del cargo. Después del denominado "Discurso secreto" de Nikita Jrushchov de febrero de 1956, en el que denunciaba a Stalin y a sus protegidos, Rákosi fue depuesto de la Secretaría General del Partido y fue remplazado por Erno Gerő el 18 de julio de 1956.
El 14 de mayo de 1955, la Unión Soviética creó el Pacto de Varsovia, atando a Hungría a la Unión Soviética y a sus estados satélites en Europa Central y del Este. Entre los principios de esta alianza se encontraba el "respeto a la independencia y soberanía de los estados" y la "no interferencia en sus asuntos internos".
En 1955, el Tratado del Estado austríaco y la subsiguiente declaración de neutralidad estableció a Austria como un país desmilitarizado y neutral. Esto aumentó las esperanzas húngaras de también convertirse en neutral, por lo que Nagy consideraba "la posibilidad de que Hungría adopte un estatus neutral siguiendo el patrón austríaco". La neutralidad austríaca alteró el cálculo del planeamiento militar de la Guerra Fría, dado que dividía geográficamente a la alianza de la OTAN, por lo que la importancia estratégica de Hungría para el Pacto de Varsovia se incrementaba.
En junio de 1956, un levantamiento de trabajadores polacos en Poznań fue aplastado por el gobierno de ese país, con varios manifestante muertos y heridos. Como respuesta a la demanda popular, en octubre de 1956, el gobierno nombró como primer secretario del Partido Obrero Unificado Polaco al recientemente rehabilitado comunista reformista Władysław Gomułka, con mandato para negociar concesiones comerciales y reducciones de tropa con el gobierno soviético. Después de unos días tensos de negociaciones, el 19 de octubre, los soviéticos se rindieron ante las demandas reformistas de Gomułka. Las noticias de las concesiones ganadas por los polacos, conocidas como el Octubre polaco, animaron a muchos húngaros a esperar concesiones similares para Hungría y estos sentimientos contribuyeron significativamente al clima político altamente cargado que prevaleció en Hungría en la segunda mitad de octubre de 1956.

### Incremento del malestar social
La renuncia de Rákosi en julio de 1956 animó a los estudiantes, escritores y periodistas a ser más activos y críticos en la política. Los estudiantes y los periodistas empezaron una serie de fórums intelectuales donde examinaban los problemas que enfrentaba Hungría. Estos fórums, llamados círculos Petõfi, se hicieron muy populares y atrajeron a miles de participantes. El 6 de octubre de 1956, László Rajk, quien había sido ejecutado por el gobierno de Rákosi, fue sepultado nuevamente en una ceremonia emotiva que fortaleció a la oposición partidaria, y, más tarde, en ese mes, el reformista Imre Nagy fue rehabilitado con derecho a una membresía completa en el Partido Comunista Húngaro.
El 16 de octubre de 1956, los estudiantes universitarios en Szeged desairaron al sindicato comunista oficial de estudiantes, el DISZ, al restablecer el MEFESZ (Sindicato de estudiantes de la Universidad Húngaria y de la Academia), una organización estudiantil democrática, previamente prohibida bajo la dictadura de Rákosi. En cuestión de días, grupos de estudiantes de Pécs, Miskolc y Sopron siguieron esta iniciativa. El 22 de octubre, los estudiantes de la Universidad técnica de Budapest compilaron una lista de 16 puntos que contenían varias demandas de política nacional. Luego que los estudiantes escucharon que el Sindicato de Escritores Húngaros planeaba el día siguiente expresar solidaridad con los movimientos pro-reformas en Polonia presentando una corona de flores a la estatua de General Bem, un héroe de la Guerra de Independencia (1848-1849), polaco de nacimiento, los estudiantes decidieron organizar una demostración paralela de simpatía.

## Revolución

### Primeros disparos
La tarde del 23 de octubre de 1956 aproximadamente 20 000 manifestantes se reunieron en torno a la estatua de Bem. Péter Veres, presidente del sindicato de escritores, leyó un manifiesto a la multitud, los estudiantes leyeron sus proclamas y la multitud cantó la censurada "Canción Nacional" (Nemzeti dal), cuyo estribillo expresa: "Juramos que no permaneceremos más tiempo como esclavos". Alguien en la multitud quitó el escudo comunista de la bandera húngara, dejando un hueco distintivo y otros lo imitaron rápidamente.
Posteriormente, la mayor parte de la multitud cruzó el Danubio para unirse a los manifestantes que se encontraban en las afueras del edificio del Parlamento. Hacia las 6 de la tarde, la multitud había aumentado a más de 200 000 personas; la manifestación era animada, pero pacífica.

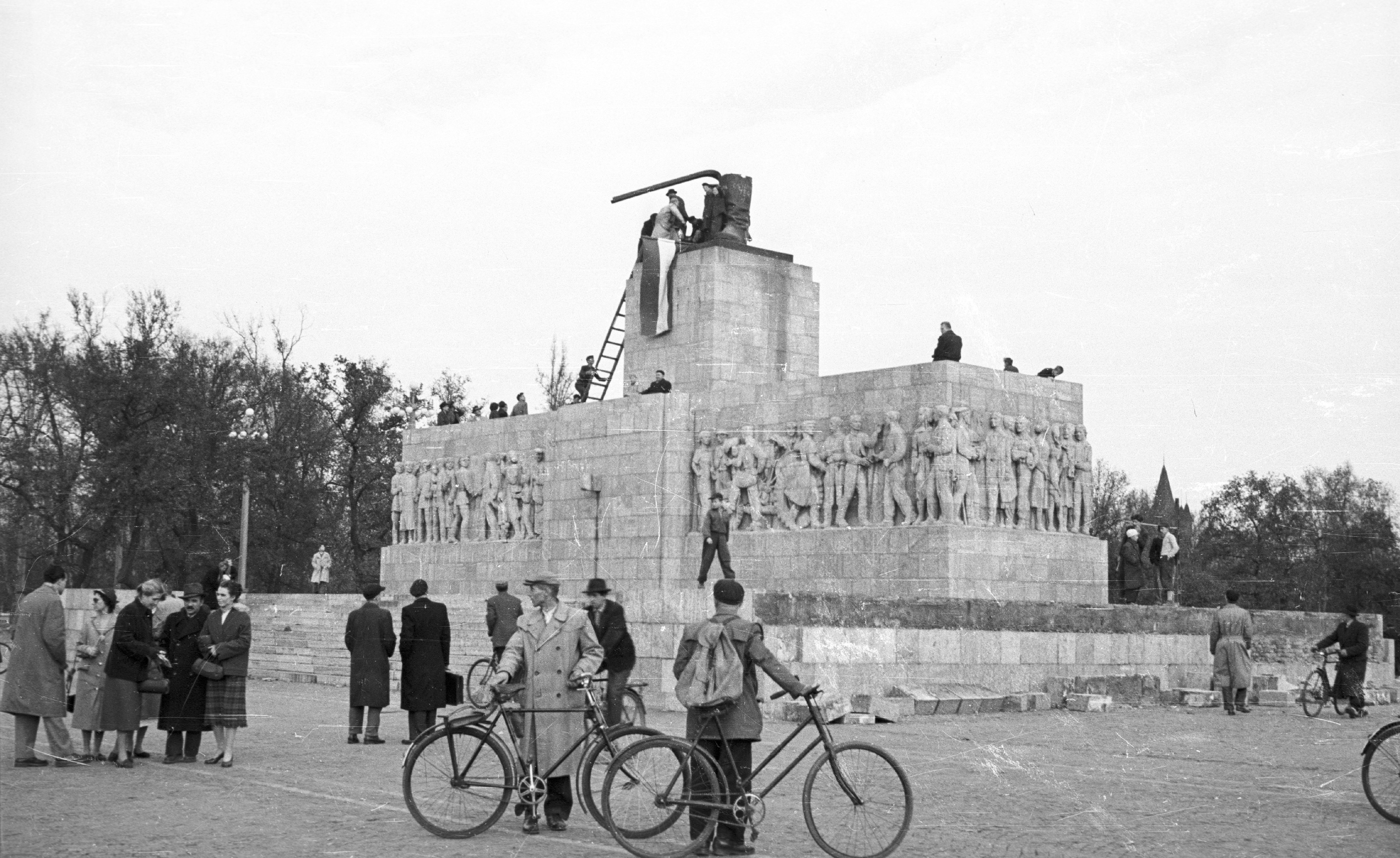
Manifestantes anticomunistas y nacionalistas colocan una bandera nacional húngara sobre los restos de una estatua demolida de Stalin.

Sobre las 08:00, el primer secretario Ernő Gerő transmitió un discurso en el que condenaba las demandas de los escritores y los estudiantes y calificaba a los manifestantes como una turba reaccionaria. Enojados con el rechazo de línea dura de Gerő, algunos manifestantes decidieron cumplir una de sus demandas: el derrumbamiento del monumento a Stalin, una estatua de bronce de 10 metros de alto que había sido erigida en 1951 en el lugar donde anteriormente se encontraba una iglesia, que fue demolida para dar espacio al monumento de Stalin. Para las 9.30 p. m., la estatua fue echada abajo y la multitud jubilosa celebraba emplazando banderas húngaras en las botas de Stalin que fue lo único que quedó de la estatua.
Aproximadamente al mismo tiempo, una gran muchedumbre se reunió en el edificio de la Radio Budapest que estaba fuertemente protegido por la ÁVH. El detonante ocurrió cuando una delegación que intentaba difundir sus demandas fue detenida y la multitud se tornó progresivamente rebelde mientras se difundían rumores de que los manifestantes habían sido tiroteados. Desde las ventanas del edificio se echaron gases lacrimógenos y la ÁVH abrió fuego sobre la muchedumbre, causando varias víctimas. La ÁVH trató de reabastecerse escondiendo armas dentro de una ambulancia, pero la multitud detectó el ardid e interceptaron el vehículo. Soldados húngaros enviados para relevar a la ÁVH dudaron y, luego, quitaron las estrellas rojas de sus gorras, para tomar partido con la muchedumbre. En reacción al ataque de la ÁVH, los manifestantes respondieron violentamente. Incendiaron coches de policía, se apoderaron de las armas de depósitos militares y las distribuyeron a las masas, mientras que los símbolos del régimen comunista fueron vandalizados.

### La lucha se extiende y el gobierno cae
Durante la noche del 23 de octubre, el secretario del Partido Comunista Húngaro Ernő Gerő solicitó la intervención militar soviética para "sofocar una manifestación que estaba alcanzando una escala mayor sin precedentes". Los líderes soviéticos habían formulado planes de contingencia para una intervención en Hungría varios meses antes. Hacia las 2 a. m., de la madrugada del 24 de octubre, tanques soviéticos entraron en Budapest, bajo las órdenes del ministro de defensa soviético.

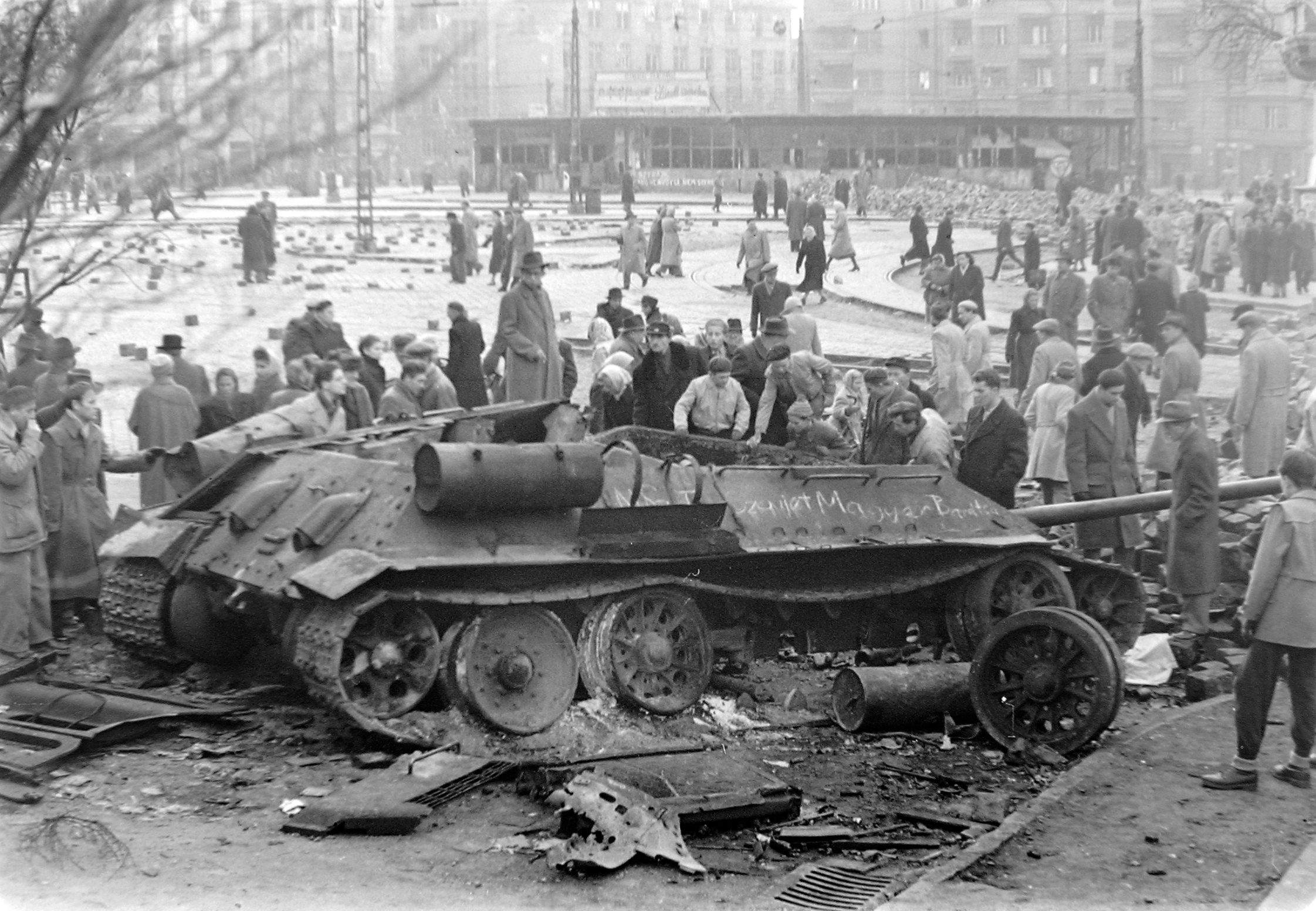
Tanque soviético destruido en las calles de Budapest durante la Revolución húngara de 1956.

El 24 de octubre, los tanques soviéticos se encontraban estacionados fuera del edificio del Parlamento y soldados soviéticos custodiaban los puentes clave y los cruces de calles. Los revolucionarios armados montaron barricadas para defender la ciudad y se informó que habían capturado algunos tanques soviéticos a media mañana. Ese día, Imre Nagy reemplazó a András Hegedüs como primer ministro. Por la radio, Nagy hizo un llamamiento al fin de la violencia y prometió iniciar las reformas políticas que habían sido pospuestas tres años antes. La población continuó armándose cuando estalló violencia esporádica. Los manifestantes armados se apoderaron del edificio de la radio. En las oficinas del periódico comunista Szabad Nép, manifestantes desarmados fueron tiroteados por guardias de la ÁVH que huyeron cuando llegaron los manifestantes armados. En este punto, la ira de los revolucionarios se enfocó en la ÁVH; Las unidades militares soviéticas todavía no habían entablado combate totalmente y corrieron rumores de que algunas tropas soviéticas mostraban su simpatía a los manifestantes.
El 25 de octubre, una masa se reunió frente al edificio del Parlamento. Unidades de la ÁVH empezaron a disparar a la multitud desde los tejados de los edificios vecinos. Algunos soldados soviéticos respondieron con disparos a la ÁVH, creyendo erróneamente que eran los objetivos del tiroteo. Abastecidos de armas tomadas de la ÁVH o dadas por los soldados húngaros que se unieron a la revuelta, algunas personas de la multitud empezaron a disparar.
Los ataques al Parlamento forzaron el colapso del gobierno. El primer secretario del Partido Comunista Ernő Gerő y el ex primer ministro András Hegedűs huyeron a la Unión Soviética; por lo cual, Imre Nagy fue nombrado primer ministro y János Kádár en primer secretario del Partido Comunista. Los revolucionarios empezaron una ofensiva agresiva contra las tropas soviéticas y los remanentes de la ÁVH.
Mientras la resistencia húngara peleaba contra los tanques soviéticos usando cocteles molotov en las estrechas calles de Budapest, surgían consejos revolucionarios a nivel nacional que asumían la autoridad gubernamental local y convocaban a huelgas generales. Los símbolos públicos comunistas, tales como las estrellas rojas y los monumentos conmemorativos de guerra soviéticos fueron retirados y los libros comunistas quemados. Surgieron milicias revolucionarias espontáneas, como el grupo de 400 hombres más o menos liderados por József Dudás, que atacaron y mataron a simpatizantes soviéticos y a miembros de la ÁVH. Las unidades soviéticos lucharon principalmente en Budapest; en otras partes, en zonas rurales, la situación estaba mayormente tranquila. Los comandantes soviéticos a menudo negociaron ceses al fuego locales con los revolucionarios. En algunas regiones, las fuerzas soviéticas lograron sofocar la actividad revolucionaria. En Budapest, la lucha contra los soviéticos llegó a un punto muerto y las hostilidades empezaron a decaer. El general húngaro Béla Király, liberado de una cadena perpetua por ofensas políticas y actuando con el apoyo del gobierno de Nagy, buscó restaurar el orden unificando elementos de la policía, ejército y grupos insurgentes en una Guardia Nacional. Se concertó un alto el fuego el 28 de octubre y el 30 de octubre, la mayoría de las tropas soviéticas se habían retirado de Budapest a sus guarniciones en las afueras de la ciudad.

### Interludio
Los combates habían cesado virtualmente entre el 28 de octubre y el 4 de noviembre, cuando muchos húngaros creyeron que las unidades militares soviéticas estaban verdaderamente retirándose de Hungría.

#### El nuevo Gobierno Nacional Húngaro

El panfleto político anuncia: Se ha formado un nuevo gobierno. El primer ministro Imre Nagy es el jefe de Gobierno, 27 de octubre de 1956.

La rápida propagación de la revuelta en las calles de Budapest y la abrupta caída del gobierno de Gerő-Hegedűs dejó sorprendida a la nueva dirección nacional y, al principio, desorganizada. Nagy, un reformista leal al Partido, que se describió a sí mismo como poseedor de "solo modestas habilidades políticas", apeló inicialmente a la calma y a un retorno del antiguo orden. Nagy era el único líder húngaro restante con credibilidad en ambos bandos (húngaro y soviético) y "concluyó que estaba teniendo lugar un levantamiento popular más que una contrarrevolución". Tras llamar en una alocución radial del 27 de octubre, a la insurgencia en curso "un amplio movimiento democrático de masas", Nagy formó un gobierno que incluyó algunos ministros no comunistas. Este nuevo Gobierno Nacional abolió tanto la ÁVH como el sistema unipartidista.
Debido a que mantuvo el mando solo diez días, el Gobierno Nacional tuvo poca oportunidad de clarificar sus políticas en detalles; sin embargo, las editoriales periodísticas de ese entonces enfatizaron que Hungría debía ser una democracia social multipartidista y neutral. Muchos prisioneros políticos fueron liberados, siendo el caso más notable el del Cardenal József Mindszenty. Los partidos políticos que habían sido previamente prohibidos, como el Partido de los Pequeños Propietarios y el Partido Nacional de los Campesinos, reaparecieron para unirse a la coalición.

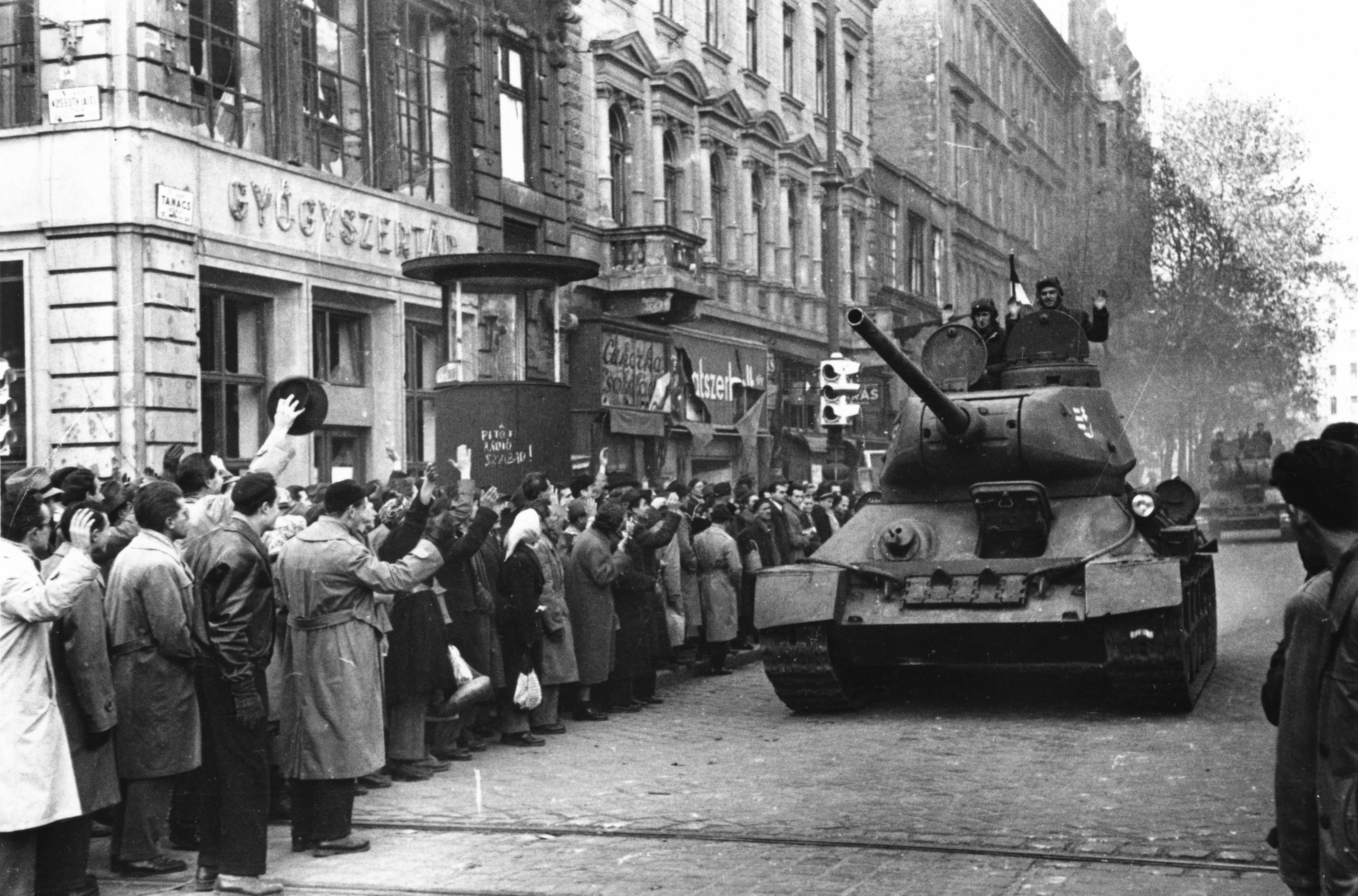
Una muchedumbre vitorea a las tropas nacionalistas húngaras en Budapest.

Los consejos revolucionarios locales formados en toda Hungría, que generalmente no participaron del Gobierno Nacional en Budapest, asumieron varias responsabilidades de gobiernos locales del extinto Partido Comunista. Para el 30 de octubre, estos consejos habían sido oficialmente aprobados por el Partido Húngaro de los Trabajadores y el gobierno de Nagy les pidió su apoyo como "órganos locales democráticos formados durante la Revolución". De igual manera, se establecieron consejos obreros en las minas y plantas industriales, donde muchas regulaciones impopulares fueron eliminadas, como es el caso de las normas de producción. Los consejos obreros se esforzaron para manejar la empresa al mismo tiempo que protegían los intereses de los trabajadores. De esta manera, establecieron una economía socialista libre de control partidario rígida. El control local de los consejos no estuvo siempre exento de episodios sangrientos: en Debrecen, Győr, Sopron, Mosonmagyaróvár y otras ciudades, multitud de manifestantes fueron tiroteados por la ÁVH, con muchas pérdidas de vidas. La ÁVH fue desarmada, a menudo por la fuerza, en muchos casos con ayuda de la policía local.

#### Perspectiva soviética
El 24 de octubre, el Politburó discutió los levantamientos políticos en Polonia y en Hungría. Una facción de ala dura, liderada por Mólotov, presionaba por una intervención, pero Jrushchov y el mariscal Zhúkov se oponían inicialmente. Una delegación en Budapest reportó que la situación no era tan extrema como había sido descrita. Jrushchov sostuvo que creía que la petición del secretario del Partido Ernő Gerő para que intervinieran indicaba que el Partido Comunista Húngaro mantenía todavía la confianza de la población húngara. Además, vio las protestas no como una lucha ideológica, sino como el descontento popular por temas económicos y sociales básicos que no habían sido resueltos.
Después del debate, el 30 de octubre se decidió no eliminar el nuevo gobierno húngaro. Incluso el mariscal Gueorgui Zhúkov dijo: "Deberíamos retirar tropas de Budapest y, si es necesario, de toda Hungría. Esta es una lección para nosotros en la esfera militar y política". Adoptaron una Declaración del Gobierno de la Unión Soviética sobre los Principios de Desarrollo y posterior fortalecimiento de la amistad y cooperación entre la Unión Soviética y otros estados socialistas, que fue hecho público el día siguiente. Este documento proclamaba: "El Gobierno soviético está preparado para entrar en negociaciones apropiadas con el gobierno de la República Popular Húngara y otros miembros del Tratado de Varsovia sobre la cuestión de la presencia de tropas soviéticas en el territorio de Hungría". Por tanto, por un breve momento, parecía que podía haber una solución pacífica.

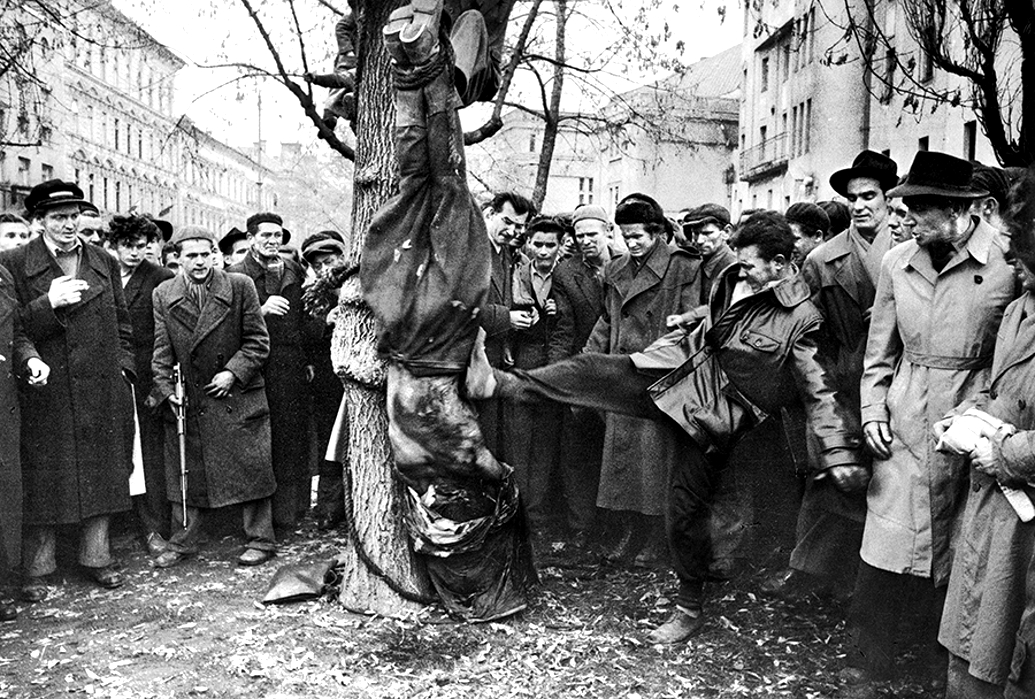
Manifestantes patean el cadáver de un soldado del ÁVH asesinado.

El 30 de octubre, los manifestantes armados húngaros atacaron el destacamento de la ÁVH que custodiaba la sede de Budapest del Partido Húngaro de Trabajadores, incitados por rumores de que retenían prisioneros allí y los tiroteos previos a manifestantes por parte de la ÁVH en la ciudad de Mosonmagyaróvár. Más de 20 oficiales de la ÁVH fueron asesinados, algunos de ellos linchados por la masa. Los tanques del ejército húngaro enviados a rescatar la sede del Partido bombardearon equivocadamente el edificio. El jefe del comité del Partido en Budapest, Imre Mező, fue herido y más tarde murió. Pocas horas después, se mostraron escenas de estos hechos en los noticieros soviéticos. Los líderes revolucionarios de Hungría condenaron el incidente y apelaron a la calma, con lo cual la violencia de la muchedumbre pronto disminuyó, pero las imágenes de las víctimas fueron usadas como propaganda por varios órganos comunistas.

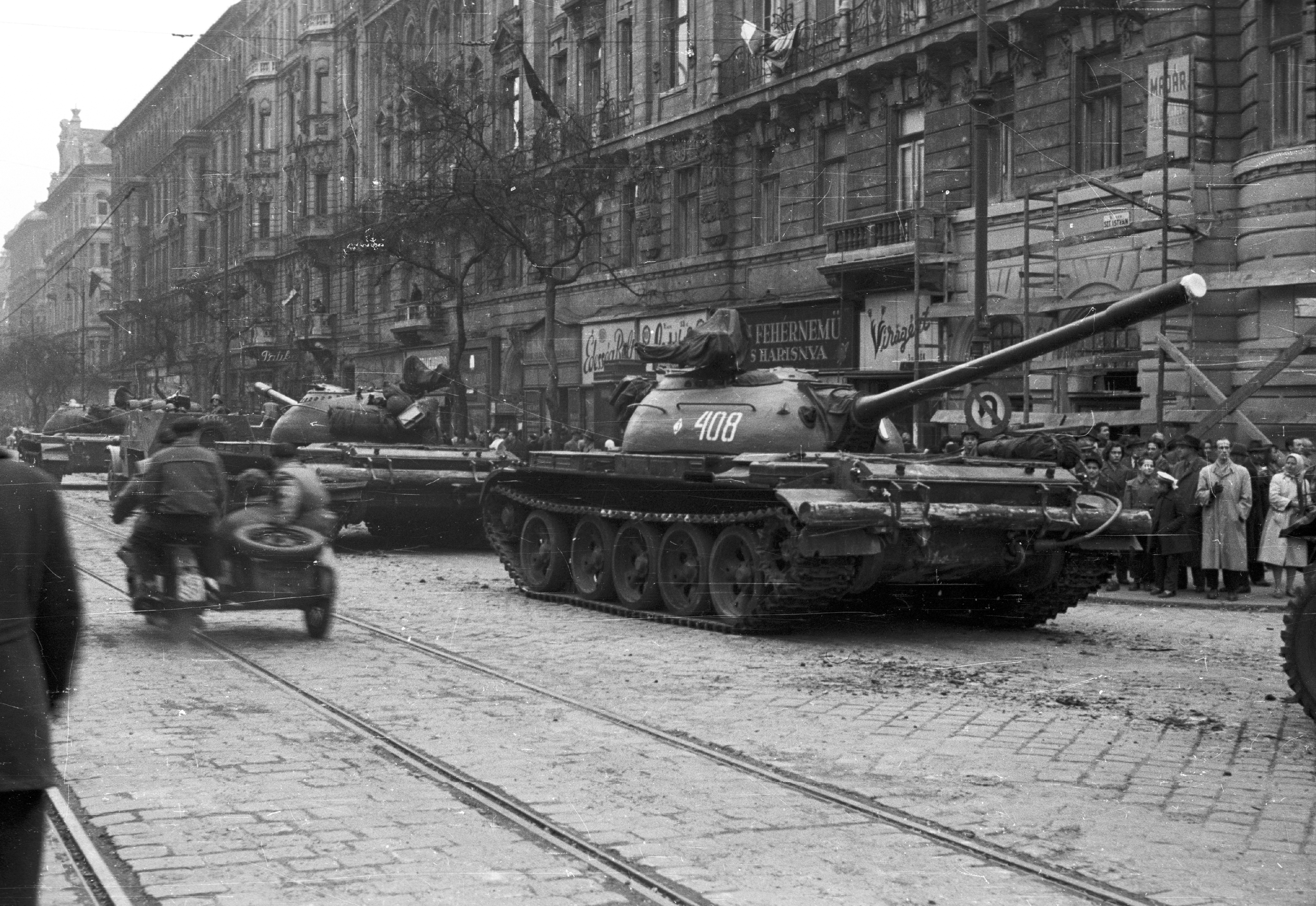
Durante la represión de la Revolución Húngara, los tanques T-54 patrullaron las calles de Budapest hasta que el Ejército Rojo se retiró temporalmente el 31 de octubre de 1956.

El 31 de octubre, los líderes soviéticos decidieron revertir su decisión del día anterior. Existe desacuerdo entre los historiadores sobre si la declaración de Hungría de salir del Pacto de Varsovia causó la segunda intervención soviética. Pero, los documentos de la reunión del Politburó del 31 de octubre registran que la decisión de intervención militar fue tomada un día antes de que Hungría declarara su neutralidad y la retirada del Pacto de Varsovia. No obstante, algunos historiadores rusos que no defienden la era comunista mantienen que la declaración de neutralidad húngara causó que el Kremlin interviniera por segunda vez. Dos días antes, el 30 de octubre, cuando los representantes del Politburó soviético, Anastás Mikoyán y Mijaíl Súslov estaban en Budapest, Nagy había insinuado que la neutralidad era un objetivo a largo plazo para Hungría y que estaba esperando discutir este asunto con los líderes del Kremlin. Esta información fue transmitida a Moscú por Mikoyán y Súslov. Para ese momento, Jrushchov estaba en la Dacha de Stalin, considerando sus opciones con respecto a Hungría. Uno de sus empleados dijo que la declaración de neutralidad fue un factor importante en la decisión subsecuente de apoyar una intervención. Además, algunos líderes húngaros de la revolución, así como los estudiantes, habían exigido mucho antes la retirada de su país del Pacto de Varsovia y esto puedo haber influenciado en la toma de decisiones soviética.
Los dirigentes soviéticos decidieron romper el alto el fuego, de facto y aplastar la revuelta húngara El plan consistía en declarar un "Gobierno Revolucionario Provisional" bajo el mando de János Kádár, quien solicitaría asistencia soviética para restaurar el orden. De acuerdo con el testimonio de testigos, Kádár estuvo en Moscú a comienzos de noviembre, y estaba en contacto con la embajada soviética mientras era todavía miembro del gobierno de Nagy. Se enviaron delegaciones a otros gobiernos comunistas en Europa del Este y China, buscando evitar un conflicto regional y se prepararon mensajes propagandísticos para divulgar tan pronto hubiera empezado la segunda intervención soviética. Para disimular estas intenciones, los diplomáticos soviéticos debían comprometerse con el gobierno de Nagy en conversaciones para discutir la retirada de las fuerzas soviéticas.
Según algunas fuentes, el líder chino Mao Zedong jugó un papel importante en la decisión de Jrushchov de sofocar la revuelta húngara. El vicepresidente del Partido Comunista de China (PCCh), Liu Shaoqi, presionó a Jrushchov para mandar tropas y terminar con el levantamiento por la fuerza. Aunque las relaciones entre China y la Unión Soviética se habían deteriorado durante los años anteriores, las palabras de Mao todavía tenían gran peso en el Kremlin y estuvieron en contacto frecuente durante la crisis. Inicialmente, Mao se opuso a la segunda intervención y esta información fue transmitida a Jrushchov el 30 de octubre, antes de que se reuniera el Politburó y se decidiera la intervención. Luego, Mao cambió de opinión a favor de la intervención, pero según William Taubman no queda claro cuándo y cómo Jrushchov se enteró de esto y, por tanto, si es que influenció en su decisión del 31 de octubre.
Del 1 al 3 de noviembre, Jrushchov dejó Moscú para encontrarse con sus aliados de Europa del Este e informarles de la decisión de intervenir. En primer lugar, se entrevistó con Władysław Gomułka en Brest (Bielorrusia). Luego, se entrevistó con los líderes de Rumanía, Checoslovaquia y Bulgaria en Bucarest. Finalmente, Jrushchov fue con Georgi Malenkov a Yugoslavia, donde se encontraron con Tito. Los yugoslavos persuadieron a Jrushchov para que eligiera a János Kádár en lugar de a Ferenc Münnich, como el nuevo líder de Hungría.

#### Reacción internacional

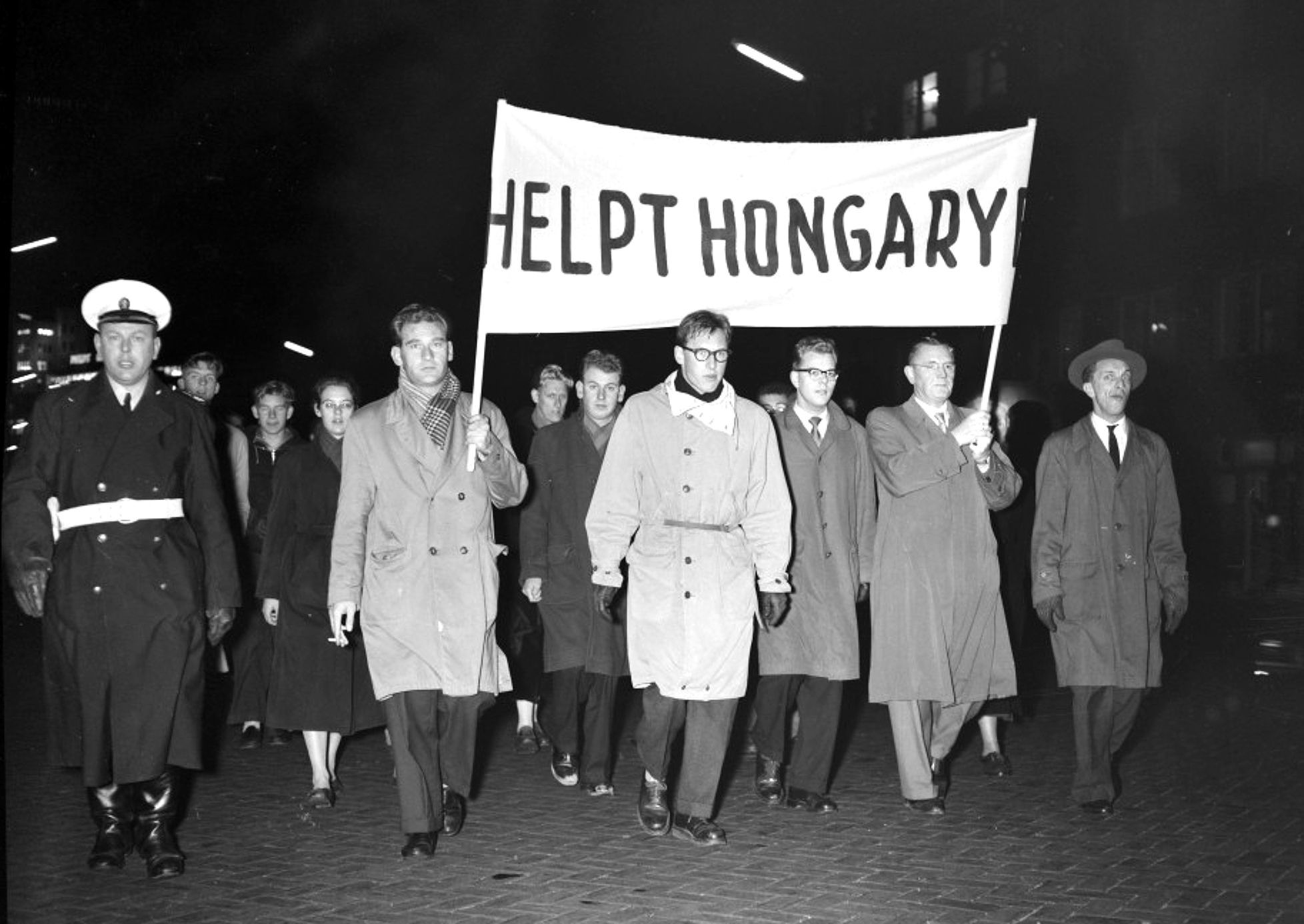
Manifestantes anticomunistas neerlandeses marchan en apoyo a la Revolución húngara. (Eindhoven, Países Bajos, 5 de noviembre de 1956)

Aunque el secretario de Estado de los Estados Unidos recomendó el 24 de octubre que el Consejo de Seguridad de Naciones Unidas acceda discutir la situación en Hungría, se tomaron pocas acciones inmediatas para emitir una resolución. Como respuesta al ruego de Nagy al momento de la segunda intervención soviética el 4 de noviembre, la resolución del Consejo de Seguridad crítica hacia las acciones soviéticas fue vetada por la Unión Soviética. La Asamblea General, por un voto de 50 a favor, 8 en contra y 15 abstenciones, conminó a la Unión Soviética a que terminase con su intervención en Hungría, pero el gobierno recientemente constituido de Kádár rechazó a los observadores de la ONU.
El presidente de los Estados Unidos, Dwight D. Eisenhower, estaba al tanto de un estudio detallado de la resistencia húngara que no recomendaba una intervención militar estadounidense, y de discusiones políticas previas dentro del Consejo de Seguridad Nacional que se enfocaban en promover el descontento en las naciones satélites soviéticas, solo por medio de políticas económicas y retórica política. En una entrevista de 1998, el embajador húngaro Géza Jeszenszky fue crítico respecto a la inacción de Occidente en 1956, citando la influencia de las Naciones Unidas en esa época y dando el ejemplo de la intervención de las Naciones Unidas en Corea de 1950 a 1953.
Durante el levantamiento, la Radio Free Europe (RFE) con programas en lengua húngara trasmitió noticias sobre la situación política y militar, así como apelaciones a los húngaros para que lucharan contra las fuerzas soviéticas, incluyendo consejos tácticos sobre métodos de resistencia. Tras la represión soviética de la revolución, la RFE fue criticada por haber engañado al pueblo húngaro con la idea de que la OTAN o la ONU intervendrían si los ciudadanos continuaban resistiendo.
España le propuso a Hungría la colaboración de 100 000 voluntarios para que desembarcaran en el país y así poder ayudar a la resistencia, pero la carencia de aviones que pudiesen hacer el viaje sin repostar hizo imposible la misión pues países "dependientes" de Estados Unidos o la ayuda directa de un tercer país no quisieron saber nada. Franco mostró su total disponibilidad a la venta de material militar si bien el problema seguía siendo la incapacidad de transporte por el bloqueo europeo a España, por lo que finalmente la única ayuda real será un tren cargado de arroz a los que si les permitieron el tránsito por tener una función humanitaria.

### Intervención soviética del 4 de noviembre
El 1 de noviembre, Imre Nagy recibió informes que sostenían que tropas soviéticas habían ingresado a Hungría por el Este y se estaban moviendo hacia Budapest. Nagy buscó y recibió garantías de parte del embajador soviético Yuri Andrópov que la Unión Soviética no invadiría Hungría, aunque Andrópov sabía que esto no era cierto. El gabinete, con János Kádár de acuerdo, declaró la neutralidad de Hungría, el retiro del Pacto de Varsovia y solicitó asistencia de los cuerpos diplomáticos en Budapest y al secretario general de la ONU para defender la neutralidad de Hungría. Se solicitó al embajador Andrópov informar a su gobierno que Hungría empezaría las negociaciones sobre la salida de las fuerzas soviéticas inmediatamente.
El 3 de noviembre, una delegación húngara liderada por el ministro de Defensa Pál Maléter fue invitada a asistir las negociaciones sobre el retiro soviético en el comando militar soviético en Tököl, cerca de Budapest. Alrededor de la medianoche, el general Iván Serov, jefe de la Policía de Seguridad Soviética (NKVD) ordenó el arresto de la delegación húngara, y el día siguiente, el ejército soviético atacó nuevamente Budapest.

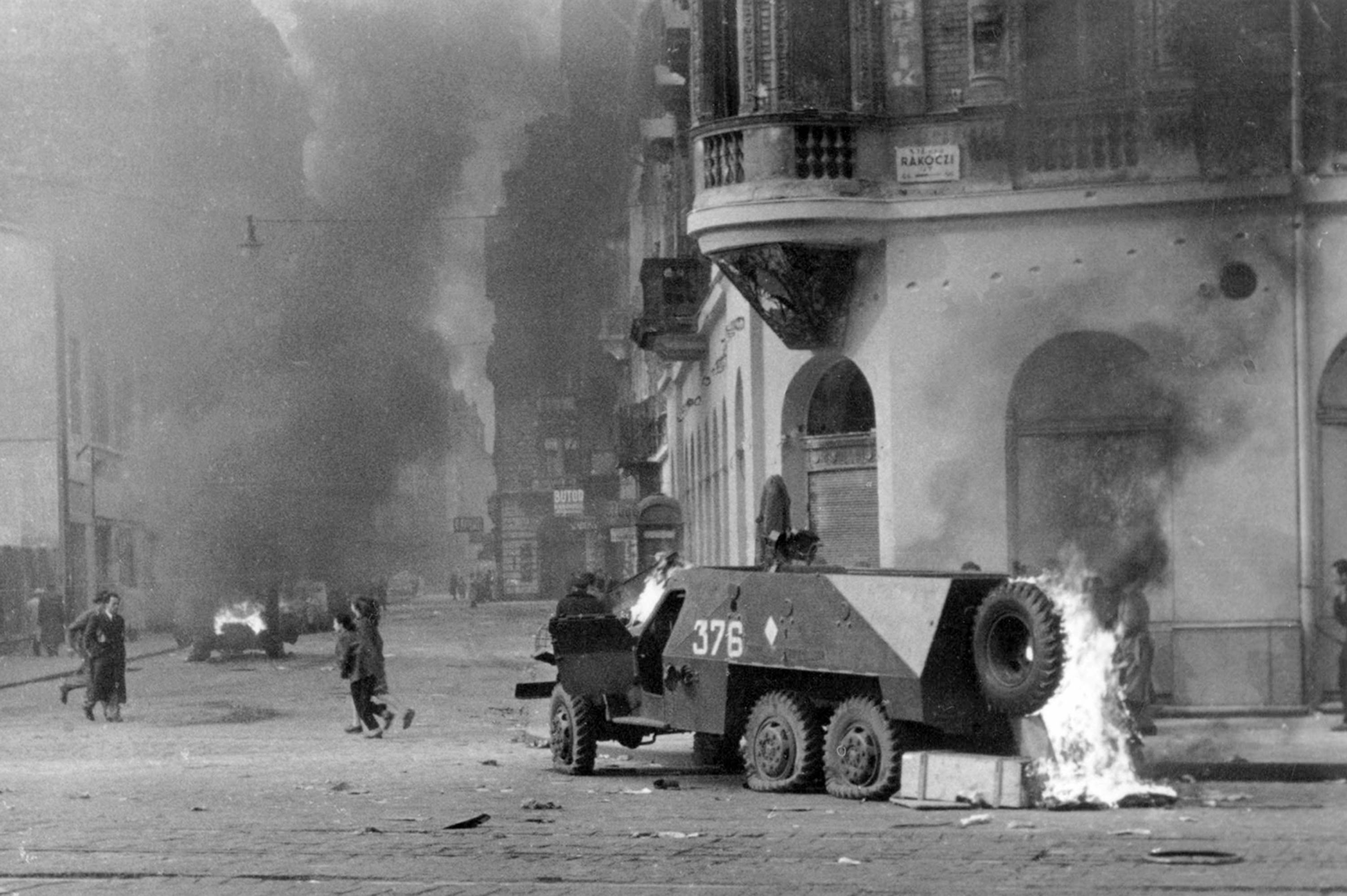
Un vehículo blindado de transporte de personal BTR-152 arde en llamas en Budapest, noviembre de 1956.

Esta segunda intervención soviética, con el nombre en clave "Operación Torbellino", fue lanzada por el mariscal Iván Kónev. Las cinco divisiones soviéticas estacionadas en Hungría antes del 23 de octubre fueron aumentadas a un total de 17 divisiones. El 8.º ejército mecanizado bajo la dirección del lugarteniente general Hamazasp Babadzhanián y el 38.º ejército comandado por el lugarteniente general Hadzhi-Umar Mamsúrov del vecino distrito militar cárpato fueron desplegados a Hungría para esta operación. Según se informa, algunos soldados rasos soviéticos creyeron que estaban siendo enviados a Berlín para luchar contra los fascistas alemanes. Para las 9.30 p. m. del 3 de noviembre, el ejército soviético había rodeado completamente Budapest.
A las 3 de la mañana del 4 de noviembre, tanques soviéticos entraron en Budapest a lo largo del lado Pest del Danubio en dos ofensivas: una por el camino Soroksári desde el sur y otro por el camino Váci desde el norte. Por ello, antes de haberse disparado algún arma, los soviéticos habían dividido efectivamente la ciudad en dos, controlando todas las cabezas de puente y estaban protegidos en la retaguardia por el ancho río Danubio. Unidades blindadas cruzaron hacia Buda y a las 04:25 de la madrugada dispararon los primeros tiros a las barricadas del camino Budaõrsi. Poco después, la artillería soviética y los disparos de los tanques fueron escuchados en todos los distritos de Budapest. La Operación Torbellino combinó golpes aéreos, artillería y la acción coordinada de tanques e infantería de 17 divisiones. El ejército húngaro puso resistencia esporádica, pero sin coordinación. Aunque algunos oficiales de muy altos rangos eran abiertamente prosoviéticos, los soldados rasos eran abrumadoramente leales a la revolución, por lo que lucharon contra la invasión o desertaron. Las Naciones Unidas informó que no hubo incidentes reportados de unidades del ejército húngaro que hubieran luchado del lado de los soviéticos.

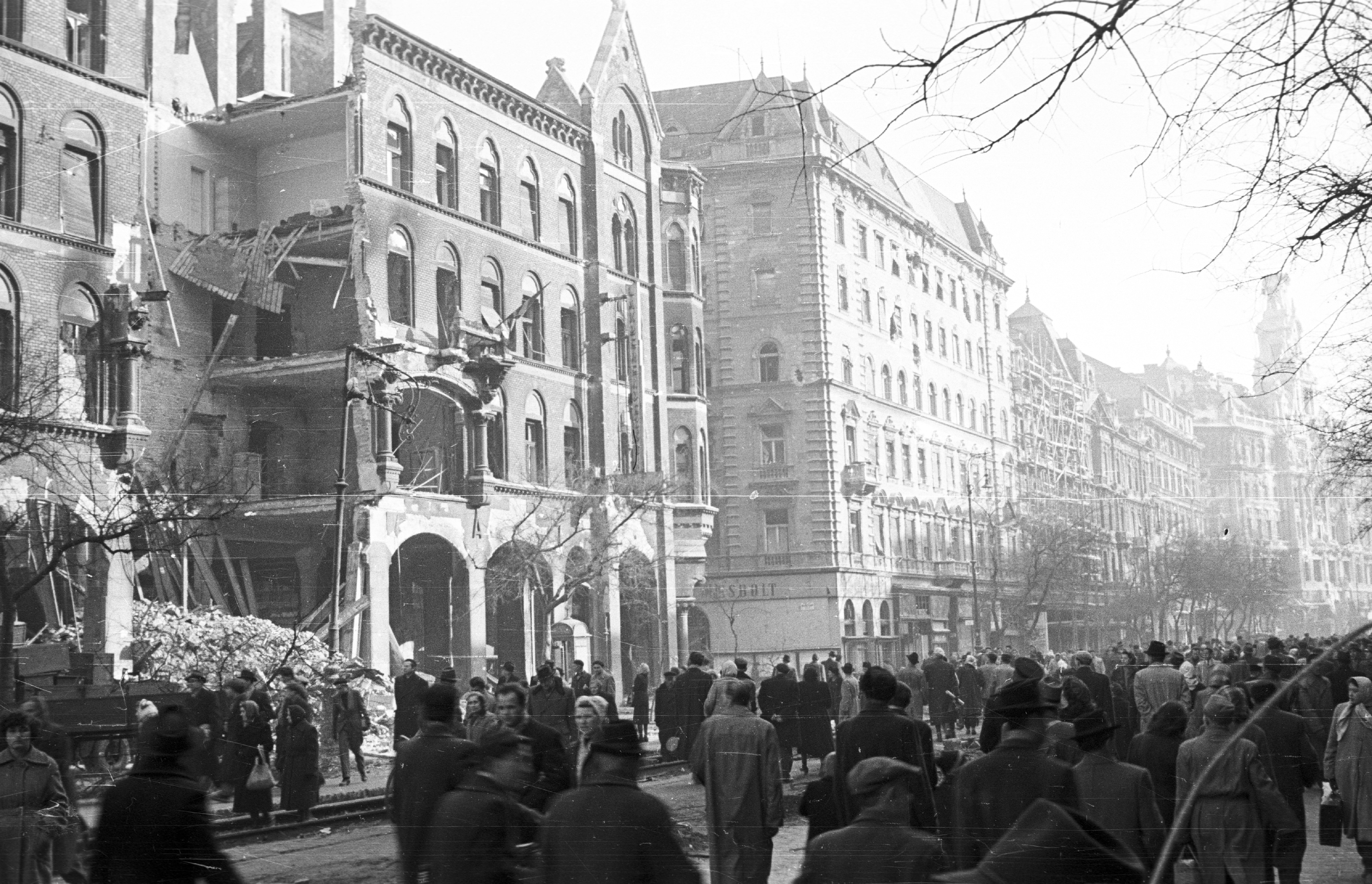
Edificios dañados tras la invasión soviética.

A las 5:20 a. m. del 4 de noviembre, Inre Nagy transmitió su mensaje final a la nación y al mundo, en el cual anunció que las fuerzas soviéticas estaban atacando Budapest y que el Gobierno permanecía en su puesto. La estación de radio libre Kossuth Rádió detuvo su transmisión a las 8:07 a. m. Una reunión de emergencia del gabinete tuvo lugar en el edificio del Parlamento, pero solo asistieron tres ministros. Cuando las tropas soviéticas llegaron a ocupar el edificio, siguió una evacuación negociada que dejó al ministro de Estado István Bibó como el último representante del Gobierno Nacional que quedó en su puesto. En espera de ser arrestado, escribió una proclamación conmovedora sobre la paz y la verdad, dirigida a la nación y al mundo.

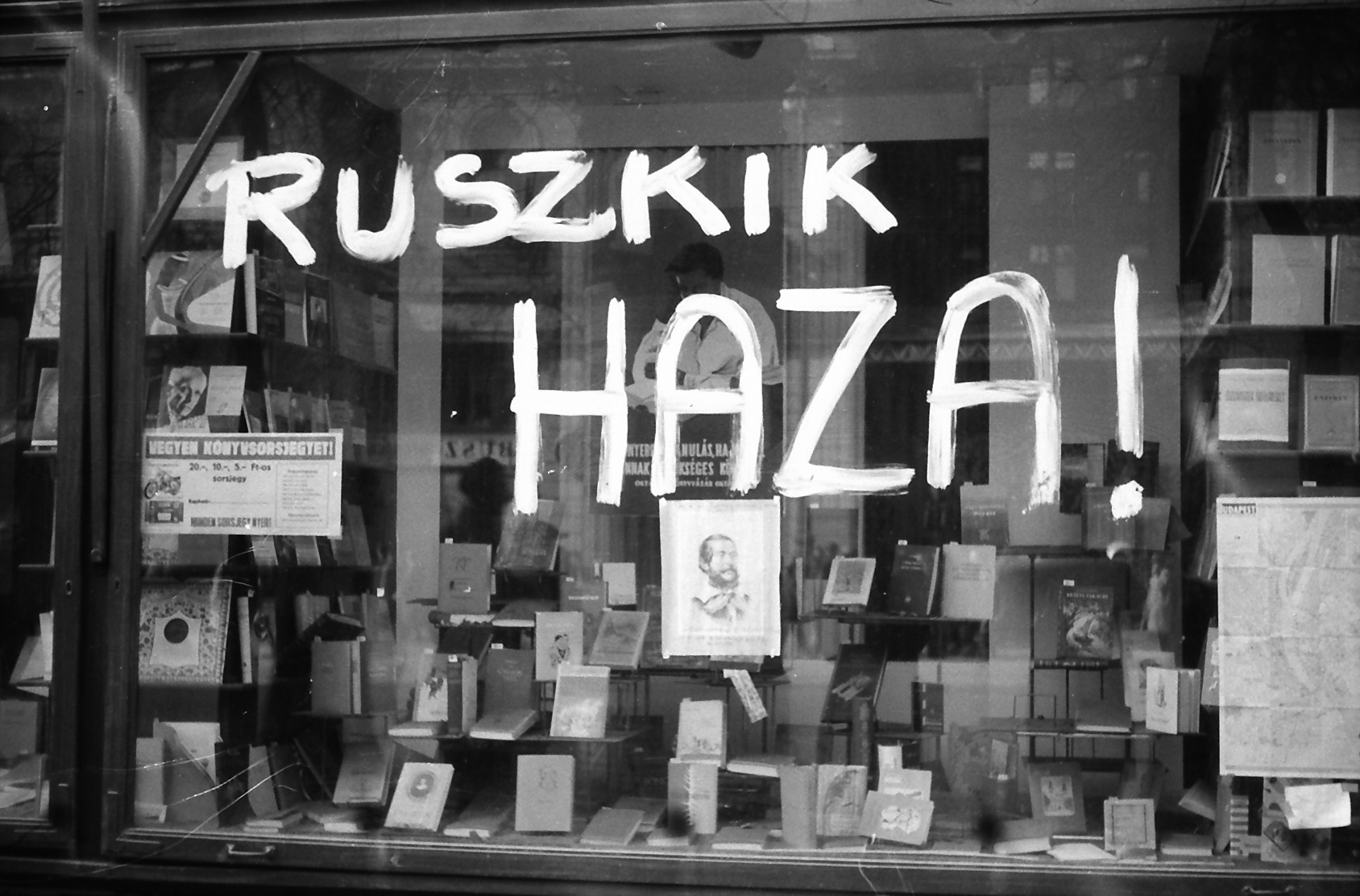
Una pintada en una ventana en Budapest dice: Ruszkik haza! ("¡Rusos, volved a casa!").

A las 6 a. m. del 4 de noviembre, en el pueblo de Szolnok, János Kádár proclamó el "Gobierno Revolucionario Húngaro Obrero-Campesino". Declaró que "debemos poner fin a los excesos de los elementos contrarrevolucionarios. La hora para la acción había empezado. Vamos a defender el interés de los obreros y campesinos y los logros de la democracia popular". Más tarde esa misma noche, Kádár llamó a "los luchadores leales de la verdadera causa del socialismo" a salir de sus escondites y levantar las armas; sin embargo, el apoyo húngaro no se materializó. La lucha no tomó el carácter de una guerra civil causante de divisiones internas, sino más bien de "un ejército extranjero bien equipado que aplastó al movimiento nacional con una fuerza abrumadora y eliminó el Gobierno".

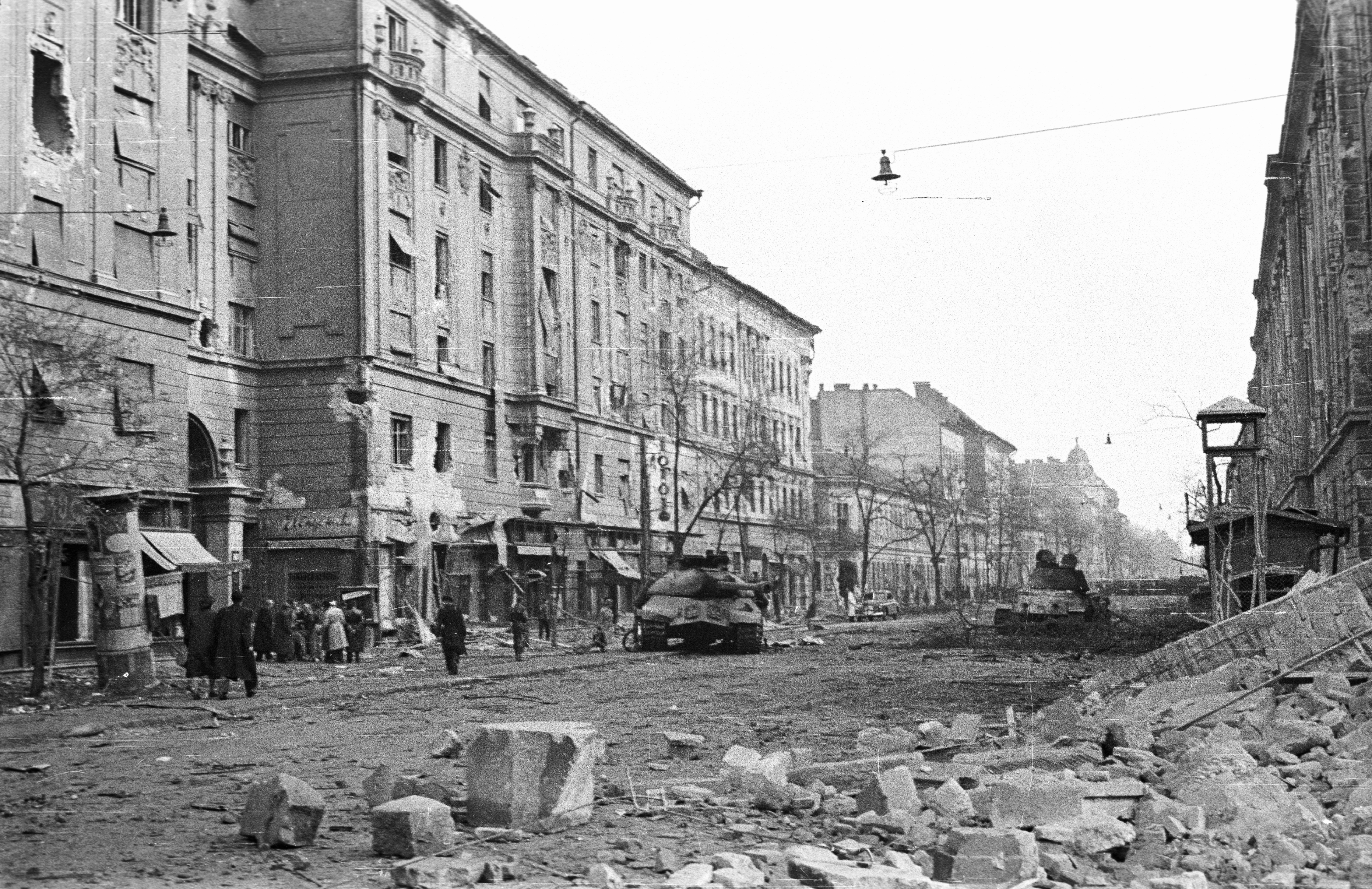
Escombros tras el fin de los combates en el distrito 8 de Budapest.

Para las 8 a. m., la defensa organizada de la ciudad desapareció después que la estación radial fuera capturada y muchos defensores se replegaran a posiciones fortificadas. Los civiles húngaros se separaron de lo más fuerte de la lucha, mientras que las tropas soviéticos se esforzaron poco en diferenciar objetivos militares de civiles. Por este motivo, los tanques soviéticos avanzaron a menudo muy despacio a lo largo de las vías principales, disparando indiscriminadamente a los edificios. La resistencia húngara más fuerte se ubicó en las áreas industriales de Budapest, las cuales fueron fijadas como objetivo prioritario de la artillería soviética y los ataques aéreos. El último bolso de resistencia en el barrio de Csepel de Budapest pidió un cese al fuego el 10 de noviembre. Más de 2500 húngaros y 722 tropas soviéticas habían muerto y miles más estaban heridos.

## Secuelas

### Hungría

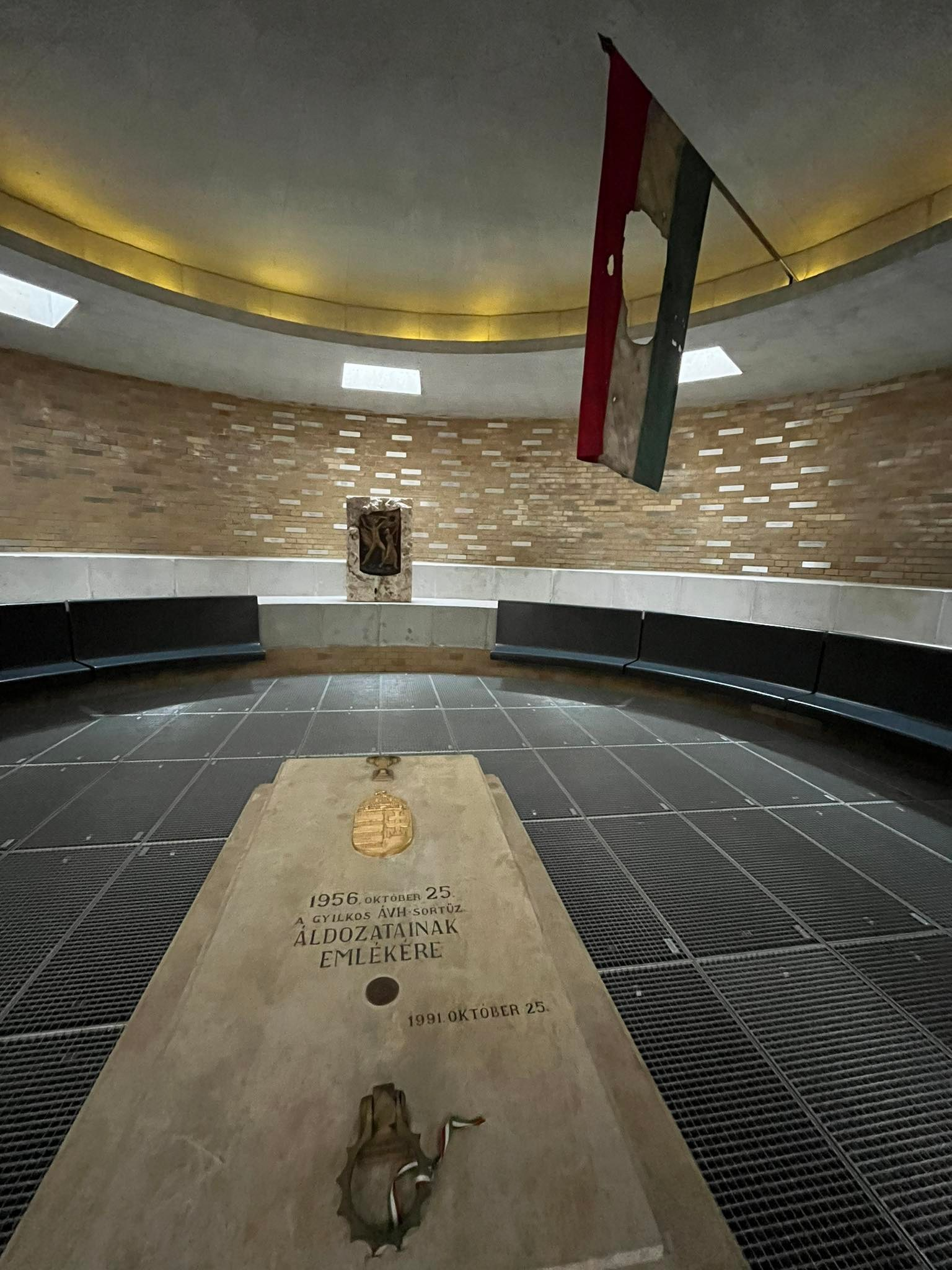
Monumento conmemorando a aquellos que murieron durante los combates del 26 de octubre de 1956.

Entre el 10 de noviembre y el 19 de diciembre, los consejos obreros negociaron directamente con los ocupantes soviéticos. Si bien lograron algunas liberaciones de prisioneros, no lograron un retiro soviético. Miles de húngaros fueron arrestados, encarcelados y deportados a la Unión Soviética, muchos de ellos sin evidencia. Aproximadamente 200 000 húngaros huyeron de Hungría, unos 26 000 fueron sometidos a juicio en el gobierno de Kádár y, de ellos, 13 000 fueron encarcelados. El ex canciller húngaro Géza Jeszenszky calculó en 350 el número de ejecuciones. Tanto la resistencia armada esporádica como las huelgas convocadas por los consejos obreros continuaron hasta mediados de 1957, causando una sustancial interrupción económica.
Con la mayor parte de Budapest bajo control soviético para el 8 de noviembre, Kádár fue designado primer ministro del "Gobierno Revolucionario Obrero-Campesino" y en secretario general del Partido Comunista Húngaro. Pocos húngaros se unieron al Partido reorganizado, habiendo sido su cúpula purgada bajo la supervisión del Presidium soviético, dirigido por Georgi Malenkov y Mijaíl Súslov. Aunque la membresía del Partido disminuyó de 800 000 antes de la revolución a 100 000 para diciembre de 1956, Kádár incrementó constantemente su control sobre Hungría y neutralizó a los disidentes. El nuevo gobierno esperaba recibir apoyo al adoptar principios populares de autodeterminación húngara, expresados durante la revuelta, pero las tropas soviéticas permanecieron. Después de 1956, la Unión Soviética purgó severamente el ejército húngaro y reinstituyó la adoctrinación política en las unidades que quedaron. En mayo de 1957, la Unión Soviética incrementó sus tropas en Hungría y, por un tratado, Hungría aceptó la presencia soviética de manera permanente.
La Cruz Roja y el ejército austríaco establecieron campos de refugiados en Traiskirchen (distrito de Baden) y en Graz. Imre Nagy junto con Georg Lukács, Géza Losonczy y la viuda de László Rajk, Júlia, se refugiaron en la embajada de Yugoslavia cuando las fuerzas soviéticas ingresaron a Budapest. A pesar de las garantías de un pase seguro fuera de Hungría por los soviéticos y el gobierno de Kádár, Nagy y su grupo fueron arrestados cuando intentaban dejar la embajada el 22 de noviembre y fueron llevados a Rumanía. Losonczy murió durante una huelga de hambre en prisión a la espera de juicio, cuando sus carceleros "imprudentemente empujaron un tubo de alimentación al interior de su tráquea". El resto del grupo fue devuelto a Budapest en 1958. Nagy fue ejecutado, junto con Pál Maléter y Miklós Gimes, tras ser sometidos a juicios secretos en junio de 1958. Sus cuerpos fueron ubicados en tumbas sin marcar en el cementerio municipal en las afueras de Budapest.
Para 1963, la mayoría de los presos políticos de la Revolución Húngara de 1956 habían sido liberados. Durante el asalto soviético a Budapest de noviembre de 1956, se concedió asilo político al cardenal Mindszenty en la embajada de los Estados Unidos, donde vivió por los siguientes 15 años, negándose a abandonar Hungría a menos que el gobierno revirtiera su condena de 1949 por traición. Debido a su salud deteriorada y a un pedido de la Santa Sede, finalmente dejó la embajada para dirigirse a Austria en septiembre de 1971.

### Internacional

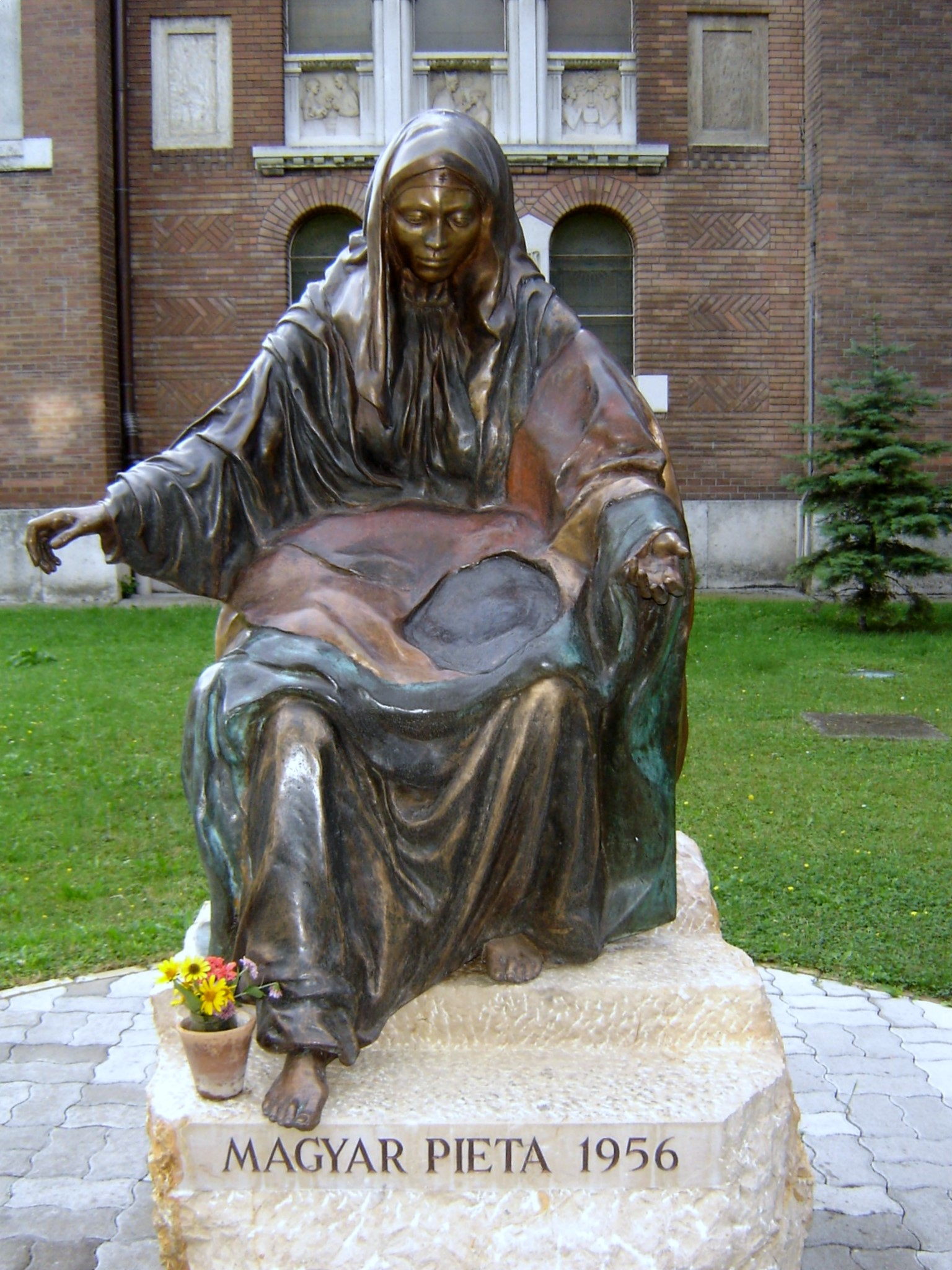
Estatua de la "Pietà Húngara". Una representación de la virgen María la cual tiene en su regazo la bandera agujereada de la revolución de 1956 en lugar de a Cristo. Se halla en la ciudad de Szeged y fue erigida en 2006.

A pesar de la retórica de la Guerra Fría de Occidente a favor de una restricción de la dominación de Europa del Este por parte de la Unión Soviética y de las promesas soviéticas de un inminente triunfo del socialismo, los líderes nacionales de ese período vieron el fracaso de la revuelta en Hungría como una evidencia de que la Guerra Fría en Europa había llegado a un punto muerto. El Canciller de Alemania del Oeste, Heinrich von Brentano, recomendó que las personas de Europa del Este se desanimaran de "tomar acciones dramáticas que podrían tener consecuencias desastrosas para ellos mismos". El secretario general de la OTAN, Paul-Henri Spaak, calificó a la revuelta húngara como "el suicidio colectivo de todo un pueblo". En una entrevista de 1957, Jrushchov comentó que "el apoyo de los Estados Unidos... es más bien de una naturaleza del apoyo que el que da la cuerda al hombre colgado". Doce años más tarde, cuando las fuerzas soviéticas terminaron con un movimiento similar hacia la liberalización en Checoslovaquia, el primer secretario Alexander Dubček, recordando la experiencia húngara, pidió a sus ciudadanos no resistir la ocupación.
En enero de 1957, el secretario general de la ONU Dag Hammarskjöld, actuando en respuesta a las resoluciones de la Asamblea General que solicitaban investigación y observación de los eventos en la Hungría ocupada por los soviéticos, estableció el Comité Especial sobre el Problema de Hungría. El Comité, con representantes de Australia, Ceilán (actual Sri Lanka), Dinamarca, Túnez y Uruguay, realizó audiencias en Nueva York, Ginebra, Roma, Viena y Londres. Durante cinco meses, fueron entrevistados 111 refugiados, incluyendo ministros, comandantes militares y otros oficiales del gobierno de Nagy, obreros, miembros del consejo revolucionario, gerentes de fábricas y técnicos, comunistas y no comunistas, estudiantes, escritores, profesores, personal médico y soldados húngaros. También se revisaron documentos, periódicos, transcripciones de radio, fotografías, imágenes de video y otros registros de Hungría, así como testimonio escrito de otros 200 húngaros. Los gobiernos de Hungría y Rumanía negaron a los oficiales del Comité de la ONU la entrada y el gobierno de la Unión Soviética no respondió a los pedidos de información. El informe del Comité de 268 páginas de largo fue presentado a la Asamblea General en junio de 1957 para documentar el curso de la rebelión y la intervención soviética, y concluyendo que el gobierno de Kádár y la ocupación soviética violaban los derechos humanos del pueblo húngaro. Se aprobó una resolución de la Asamblea General que deploraba la represión del pueblo húngaro y la ocupación soviética, pero no se tomó ninguna otra acción.
Los eventos en Hungría produjeron fracturas ideológicas al interior de los partidos comunistas en el oeste de Europa. Dentro del Partido Comunista Italiano (PCI) siguió una escisión: la mayoría de los miembros ordinarios y la cúpula del partido, incluyendo a Palmiro Togliatti y a Giorgio Napolitano, vieron a los insurgente húngaros como contrarrevolucionarios, como lo informó L'Unità, el periódico oficial del PCI. No obstante, Giuseppe Di Vittorio, jefe de la Confederación General Italiana de Trabajo (CGIL), repudió la posición de la cúpula, como también lo hicieron los prominentes miembros del partido Antonio Giolitti, Loris Fortuna y muchos otros intelectuales comunistas influyentes, que más tarde fueron expulsados o dejaron el partido. Pietro Nenni, el secretario nacional del Partido Socialista Italiano, un aliado cercano del PCI, también se opuso a la intervención soviética. Napolitano, elegido en el 2006 Presidente de la República Italiana, escribió en su autobiografía política de 2005 que se arrepentía de su justificación de la acción soviética en Hungría y que, en esa época, él creía en la unidad partidaria y el liderazgo internacional del comunismo soviético. Al interior del Partido Comunista de Gran Bretaña (CPGB), la disensión que comenzó con el repudio del estalinismo por John Saville e E.P. Thompson, historiadores influyentes y miembros del Grupo de historiadores del Partido Comunista, culminó con una pérdida de miles de miembros del partido tras los eventos en Hungría. Peter Fryer, corresponsal del periódico del CPGB Daily Worker, informó de manera precisa la represión violenta de la revuelta, pero sus despachos fueron fuertemente censurados; Fryer renunció al periódico a su vuelta y fue, más tarde, expulsado del Partido Comunista. En Francia, comunistas moderados, como el historiador Emmanuel Le Roy Ladurie, renunciaron, cuestionando la política de apoyo de las acciones soviéticas por parte del Partido Comunista Francés. El filósofo y escritor francés Albert Camus escribió una carta abierta, La sangre de los húngaros, en la que criticó la falta de acción de Occidente. Incluso Jean-Paul Sartre, todavía un comunista decidido, criticó a los soviéticos en su artículo Le Fantôme de Staline, en Situations VII. El Partido Comunista de España, en el exilio, no cuestionó la represión. Para los historiadores Guillermo A. Pérez Sánchez de la Universidad de Valladolid y Javier Paredes de la Universidad de Alcalá de Henares, el declive de los grandes partidos comunistas occidentales de Italia, Francia y España comenzó con el desenlace violento de la Revolución de Hungría en 1956.

### Conmemoración
En la esquina noroeste del parque MacArthur en Los Ángeles, California, Estados Unidos, la comunidad húngaro-estadounidense construyó una estatua conmemorativa para honrar a los luchadores por la libertad húngaros. Construida a fines de la década de 1960, la estatua del obelisco se alza con un águila americana que vigila la ciudad de Los Ángeles. Hay varios monumentos dedicados a la Conmemoración de la Revolución Húngara en todo Estados Unidos. Uno de esos monumentos se puede encontrar en Cleveland, Ohio, en el Cardinal Mindszenty Plaza. También hay un monumento de A Boy From Pest en la ciudad de Szczecin, Polonia. Denver tiene el parque de la Libertad Húngara, nombrado en 1968 para conmemorar el levantamiento.
La discusión pública sobre la revolución fue suprimida en Hungría durante más de 30 años. Desde el deshielo de la década de 1980, ha sido objeto de intenso estudio y debate.
El 16 de junio de 1989, 31.er aniversario de su ejecución, los restos de Imre Nagy fueron enterrados de nuevo con todos los honores. La Tercera República Húngara fue declarada en 1989 en el 33.º aniversario de la Revolución, por el presidente interino Mátyás Szűrös, desde un balcón del edificio del Parlamento, y el 23 de octubre es ahora fiesta nacional húngara.
En diciembre de 1991, el preámbulo de los tratados con la Unión Soviética desmembrada, bajo Mijaíl Gorbachov, y Rusia, representada por Borís Yeltsin, se disculpó oficialmente por las acciones soviéticas de 1956 en Hungría. Esta disculpa fue repetida por Yeltsin en 1992 durante un discurso ante el parlamento húngaro.
El 13 de febrero de 2006, el Departamento de Estado de los Estados Unidos conmemoró el cincuentenario de la Revolución Húngara de 1956. La secretaria de Estado de los Estados Unidos, Condoleezza Rice, comentó las contribuciones hechas por los refugiados húngaros de 1956 a los Estados Unidos y otros países de acogida, así como el papel de Hungría en proporcionar refugio a los alemanes orientales durante las protestas de 1989 contra el régimen comunista. El presidente estadounidense, George W. Bush, también visitó Hungría el 22 de junio de 2006 para conmemorar el cincuentenario.

## Películas relacionadas con la Revolución húngara de 1956
Algunas de las películas sobre la Revolución de Hungría de 1956 o relacionadas son:
- 1959 - El viaje, de Anatole Litvak
- 1963 - Diálogo (Párbeszéd), de János Herskó.
- 1965 - La edad de las ilusiones (Álmodozások kora /Felnott kamaszok), de István Szabó.
- 1965 - Veinte horas (Húsz óra, 1965) de Zoltán Fábri.
- 1965 - Los desesperados (Szegénylegények), de Miklós Jancsó.
- 2006 - Los hijos de la Gloria (Szabadság, szerelem), de Krisztina God,
- 2023 - El sol del futuro (Il sol dell'avvenire ), de Nanni Moretti.

### Colecciones históricas
- (en inglés) Colección de la Revolución húngara de 1956 Archivado el 5 de noviembre de 2008 en Wayback Machine. del Centro Internacional para Académicos Woodrow Wilson, Proyecto de Historia de la Guerra Fría (Archivo Virtual 2.0), que contiene documentos y otras fuentes relativas a la Revolución de 1956.
- Portadas de periódicos húngaros de junio a diciembre de 1956
- (en inglés) Hungría 1956, panfleto de Andy Anderson escrito en 1964 y originalmente publicado por Solidaridad en el Reino Unido sobre los eventos de la Revolución húngara de 1956, con un enfoque en las demandas húngaras de auto-administración económica y política (AK Press 2002, ISBN 0-934868-01-8)
- (en inglés) La Revuelta húngara, 23 de octubre–4 de noviembre de 1956, antología de fuentes escritas de la Revolución húngara, editada por Richard Lettis y William I. Morris. Los documentos incluyen emisiones de radio, artículos de periódicos y revistas y partes de libros sobre la revuelta.
- (en inglés) Tragedia húngara, relato de un testigo editado por Peter Fryer, corresponsal del periódico del Partido Comunista Británico, The Daily Worker.
- (en inglés) Instituto para la historia de la revolución húngara de 1956, provee fotos y documentos históricos, libros y reseñas, así como enlaces a páginas web en inglés.
- (en inglés) Archivo digital OSA, colección de videos e imágenes de la Revolución húngara de 1956.
- (en inglés, francés y alemán) Conexiones polaco-húngaras en 1956 - "Caminos comunes hacia la libertad"
- (en inglés) Mike, Haynes. Hungría: consejos de trabajadores contra tanques rusos, 12 de octubre de 2006, International Socialism
- (en inglés) En este día, 4 de noviembre de 1956, las tropas soviéticas ingresan a Hungría, informe de la BBC sobre el primer día de la segunda intervención soviética y la caída del gobierno de Nagy.

### Conmemoraciones
- (en inglés) Sitio de la Conferencia internacional para conmemorar el 50° Aniversario de la Revolución Húngara de 1956
- (en inglés) El Portal de 1956, recurso de organizaciones húngaro-estadounidenses para destacar y promover sus actividades de conmemoración de la Revolución húngara de 1956. Incluye fotos, videos y recursos sobre 1956.
- (en inglés) Proyecto 56, proyecto multimedia para la celebración de la vida y cultura húngara con un enfoque en la Revolución húngara de 1956 y sus secuelas.
- (en inglés) Freedom Fighter 56, historias personales de supervivencia y escape de los participantes en los eventos de 1956.
- (en inglés) 1956 Proyecto de Historia oral de la Revolución húngara de 1956, colección de historia oral sobre los refugiados de la Revolución húngara de 1956 en Canadá.

### Artículos
- La revolución húngara de 1956
- Hungría, octubre de 1956: socialismo y libertad Archivado el 4 de marzo de 2016 en Wayback Machine.
- La revolución húngara de 1956, según la diplomacia española (pdf)
- La intervención española en la revolución húngara de 1956, según las fuentes hispano-húngaras
- (en francés) Un testimonio de los consejos obreros durante la revolución

- Datos: Q164348
- Multimedia: Hungarian Revolution of 1956 / Q164348